# Ко-Тарутао
Ко-Тарутао (тай. เกาะตะรุเตา) — найбільший острів національного парку Тарутао в провінції Сатун на півдні Таїланду. Острів 26 км у довжину та 11 км у ширину. Це один із найбільш незайманих островів в Андаманському морі та у всьому Таїланді. Ко Тарутао розташований приблизно в  10 км на північ від острова Лангкаві в Малайзії. Малайське слово tertua або tarutao означає старий і примітивний .

## Огляд
Рельєф гірський і нерівний з кількома вершинами, що підіймаються на 500 м. Більша частина території острова вкрита густими старими джунглями. Мангрові дерева та вапнякові скелі вкривають більшу частину берегів острова. На західному узбережжі розташовуються протяжні та широкі пляжі з білим піском, які є історичними місцями розмноження черепах. На острові поширені Колобусовіколобусові, макаки, які харчуються крабами, і дикі свині.
Пляж Ао-Сон на західній стороні острова більше 4 км завдовжки понад 100 м у ширину.
Зі свого східного боку великий острів Ко-Тарутао оточений більш ніж 10 меншими морськими островами та вапняковими карстовими острівцями, такими як Ко-Сінг, Ко-Каман, Ко-Ко-Ло, Ко-Кланг, Ко-Пулао На, Ко-Даенг, Ко-Лаєн, Ко-Лек, та інші.
Через острів проходить бетонна дорога.

## Історія

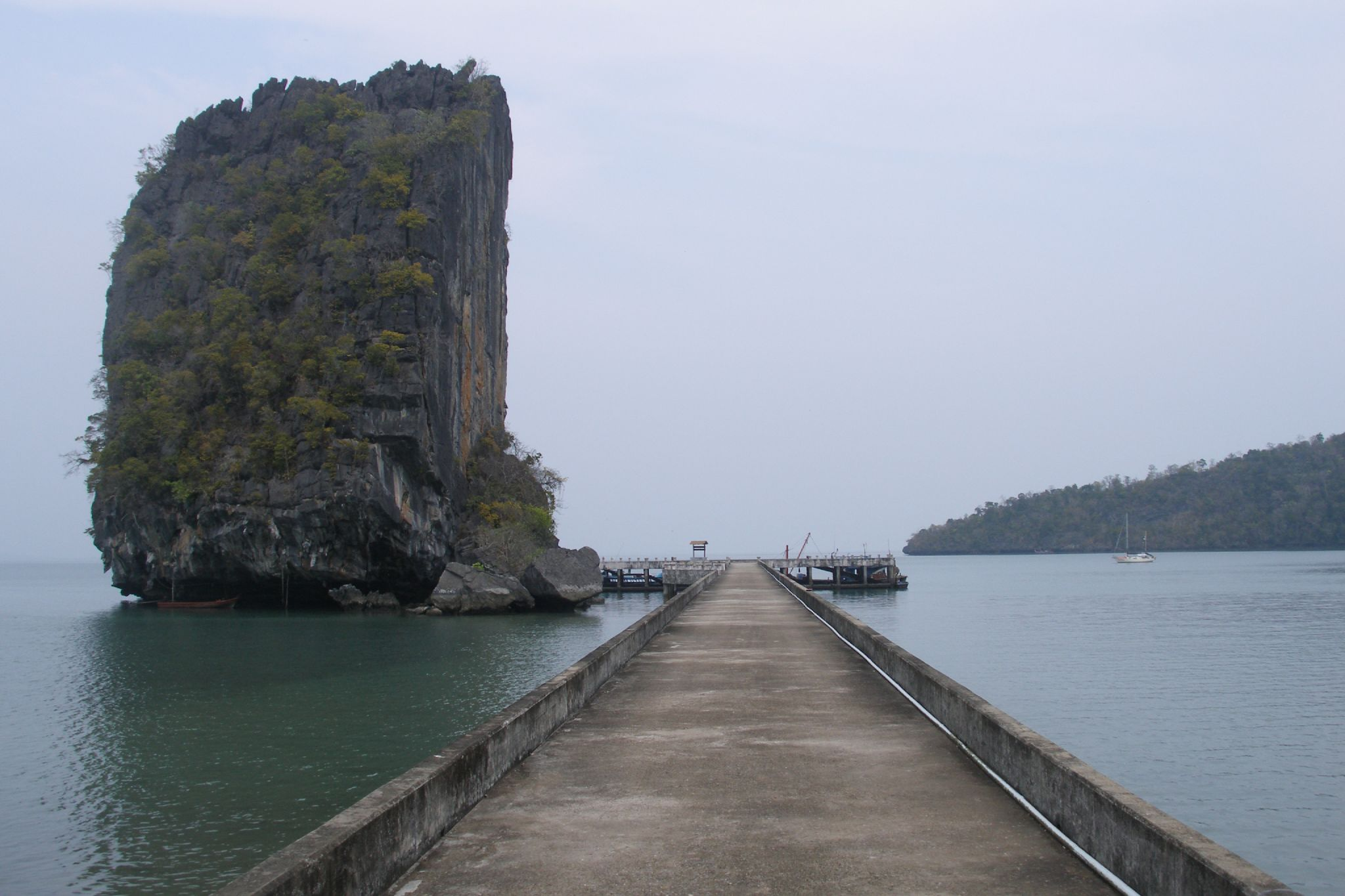
Док т а 30-ти метрова вапнякова скеля біля старої в'язниці на східній стороні острова

Ко-Тарутао є історичним місцем. Між 1938 і 1948 роками тут утримували понад 3000 тайських злочинців і політичних в'язнів, у тому числі принца Сітіпорна Крідакара, члена династії Чакрі, який пізніше обіймав посаду міністра сільського господарства післявоєнного Таїланду під час третього прем'єрства Кхуанга Апхайвонга. Під час Другої світової війни їжа та медичні запаси з материка були вичерпані, і багато в’язнів померли від малярії. Ті, хто вижив, як в'язні, так і охоронці, стали піратами в сусідній Малаккській протоці. Пізніше їх діяльнисть була придушена британськими військами в 1951 році. 
У 2002 році Ко-Тарутао використовувався як місце зйомок фільму «Той, хто лишився живий: Таїланд» .
У редакційній статті Bangkok Post від 16 серпня 2013 року йдеться про те, що гангстери, які займаються торгівлею людьми, «використовують південну частину острова,  для ув’язнення і катування людей-мусульман рохінджа, які перебувають на човнах, з метою отримання викупу перед тим, як продати їх у рабство». 

## Зовнішні посилання
- Ко-Тарутао у Вікімандрах